# Bandera de la Liga de Estados Árabes

Bandera de la Liga de Estados Árabes.

La bandera de la Liga de Estados Árabes es un paño de color verde con el emblema o escudo de la Organización colocado en su centro. Las dimensiones de esta bandera son 2:3.
El emblema de la Liga está compuesto por un creciente (luna creciente) de color blanco surmontado (colocado debajo) por la inscripción en árabe: “Jama'at ud-Dawlaat il-Arabiyya” (“Liga de Estados Árabes”). El creciente y la inscripción están rodeados por una cadena dorada de veintidós eslabones, uno por cada miembro de la Liga en la fecha en que se adoptó esta bandera. La cadena figura en el interior de una corona formada por dos ramas de laurel representadas en la bandera de color blanco.
El color verde y el creciente son dos símbolos tradicionales del Islam.